# Skalstock

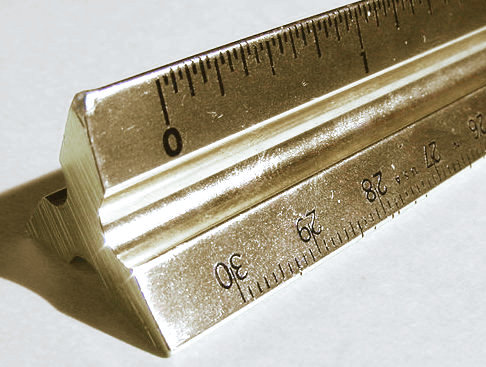
Skalstock i mässing.

En skalstock är en linjal med olika skalor för mätning på ritningar. Skalstockar har en triangulär form och kan på så sätt bestå av sex olika skalor. Skalstockar kan komma i flera olika storlekar, där den vanligast förekommande är 300 millimeter lång, men man kan även finna mindre, fick-skalstockar, liksom sådana som är längre. Fördelningen av skalor kan variera mellan skalstockar, men på en skalstock som använder metersystemet förekommer oftast skalorna 1:100, 1:200, 1:400 och 1:500 med, då de är de mest använda.